# Томас фон Хеезен
Томас фон Хеезен (на немски: Thomas von Heesen) е бивш германски футболист и настоящ треньор, роден на 1 октомври 1961 г. в Хьокстер.

## Кариера
Професионалната си кариера започва в Хамбургер през 1980 г. С този отбор печели КЕШ, Купата на Германия и става двукратен шампион на Германия. През 1994 преминава в третодивизионния Арминия Билефелд. Още през този сезон отборът печели промоция във Втора Бундеслига, а година по-късно - и в Първа Бундеслига. В най-висиокия ешелон фон Хеезен има десет мача и един гол. Прекратява активната си кариера на 31 май 1997 г.
След това фон Хеезен се отдава на ръководството на футболни отбори. През сезон 1997/1998 е мениджър на Арминия, а през следващия сезон заема поста на старши треньор и вкарва изпадналия по-рано отбор отново в Първа Бундеслига. През втората половина на 1999 е спортен директор на Хановер 96, в края на 2000 г. поема треньорския пост в 1. ФК Саарбрюкен. През 2004 за кратко е треньор на Арминия, докато бъде намерен заместник на Бено Мьолман, след това е спортен директор, а от май 2005 отново треньор. През февруари 2007 напуска поста след девет мача без победа. На 12 февруари 2008 е назначен за треньор на 1. ФК Нюрнберг.

## Успехи
Като играч
- 1 х Носител на КЕШ: 1983
- 1 х Финалист за Купата на УЕФА: 1982
- 2 х шампион на Германия: 1982 и 1983
- 3 х Вицешампион на Германия: 1981, 1984 и 1987
- 1 х Носител на Купата на Германия: 1987
- 1 х шампион на Втора Бундеслига: 1996 (с Арминия)
- 1 х шампион на Регионална лига Запад/Югозапад: 1995 (с Арминия)

Като треньор
- 1 х шампион на Втора Бундеслига: 1999 (с Арминия)
- 2 х Вицешампион на Втора Бундеслига: 2004 (с Арминия)